# Sara Sidle
Sara Sidle a Las Vegas-i CSI: A helyszínelők sorozatban az egyik helyszínelő. Szakterülete az anyag- és részecske-analízis. Megformálója Jorja Fox.

## Jelleme
Igazi munkamániás, aki hatalmas szakmai tudással rendelkezik. Számára minden ügy egy kicsit személyes is, többször előfordult már, hogy majdnem elvesztette az objektivitását, ez pedig egy helyszínelő munkájában megengedhetetlen. Ugyanakkor hatalmas segíteni akarásának köszönhetően alig van olyan ügy, amelyet nem tud lezárni.

## Személyi adatok
Sara hippi szülők gyermekeként látta meg a napvilágot San Franciscóban. Gyermekkora meglehetősen rendezetlenül telt, édesanyja és alkoholista édesapja nem tudott mit kezdeni a többi gyerek közül már akkor kitűnő, komoly, ám energikus és rendkívül okos kislánnyal. Sara akkor volt kénytelen végképp maga mögött hagyni a gyerekkort, amikor anyja megölte az apját, és ő intézetbe került.
Középiskolás évei a tanulás mellett meglehetősen magányosan teltek, egyik tanára azonban felkeltette a figyelmét a tudományok iránt. 16 évesen leérettségizett és felvételt nyert a Harvardra, ahol végre otthon érezhette magát. Ma is úgy emlegeti egyetemei éveit, mint életének legszebb korszakát.
Helyszínelőként San Franciscóban kezdett el dolgozni, itt találkozott először Gil Grissommal, aki Las Vegasba csalta.
Mivel rendkívül érzékeny személyiség, így több ügy is annyira mélyen érintette, hogy az már a magánéletére is kihatott. Problémái akadtak az ivással is, ám Grissom segítségével sikerült kilábalnia a gödörből, mára ő az egyik legelismertebb és legeredményesebb helyszínelő Las Vegasban.

## Kapcsolata a többi szereplővel
A sorozat kezdetén teljesen újoncként került a csoportba. 
Meglehetősen makacs és a kompromisszumokat nehezen tűrő természete miatt eleinte több nézeteltérése volt a csapat tagjaival, így például Warrick Brownnal, akinek játékfüggőségét nem tudta tolerálni.
A kezdeti súrlódások ellenére sikerült teljesen beilleszkednie a csapatba, szakmai tudását maximálisan elismerik a kollégái, és igazi baráttá vált számukra.
A csapatból a legszorosabb kötelék azonban Grissomhoz fűzi. Eleinte úgy tekintett rá, mint nagy tudású kollégára és humánus főnökre, ám az évek során kapcsolatuk kissé átalakult. Kezdeti közeledési kísérleteit Griss sorra elutasította, ám egy brutális gyilkossági ügy, amelyben az áldozat feltűnően hasonlított a lányra, valamint egy támadás, amely könnyen Sara életébe kerülhetett volna, ráébresztette Grissomot a valódi érzéseire. Jelenleg egy párt alkotnak, ám kapcsolatukat titkolják a többiek elől.
A GSR jelölés Grissom és Sara kapcsolatát jelöli.

## Érdekességek
- Sara Sidle, akár csak az őt alakító Jorja Fox, vegetáriánus. A sorozatban Sara akkor tért át a húsmentes életmódra, amikor elvégzett egy kísérletet Grissommal, annak bizonyítására, hogy egy áldozat korábban halt meg, mint ahogy a gyanúsított állította. Ehhez húslegyeket tettek egy halott disznóra, és egész éjszaka figyelték a változást. Sara többé nem nyúlt húsételhez.
- Van egy virág formájú tetoválás a lábán.
- Jorja a kickball nevű amerikai sportágban egy csapatban játszik Eric Szmandával (Greg Sanders megformálójával).
- Néha dudorászik munka közben.